# لئونارد یوجین دیکسون
لئونارد یوجین دیکسون (۲۲ ژانویه ۱۸۷۴ – ۱۷ ژانویه ۱۹۵۴) یک ریاضی‌دان اهل آمریکا بود. وی یکی از نخستین پژوهشگران آمریکایی در جبر مجرد بود، به‌ویژه در نظریه میدان‌های متناهی و گروه‌های کلاسیک، وی همچنین به‌خاطر کتاب سه-جلدی خود در نظریه اعداد تحت عنوان «تاریخ نظریه اعداد» معروف است.

## زندگی
دیکسون چون در شهر کلیبرن ایلات تگزاس بزرگ شده بود، خود را اهل تگزاس می‌دانست، جاییکه پدرش به عنوان بانک‌دار، تاجر و سرمایه‌گذار املاک کار می‌کرد. وی در دانشگاه تگزاس در آستین درس خواند و در آن‌جا بود که «جورج بروس هالستد» وی را به مطالعه ریاضیات تشویق کرد. دیکسون تحت سرپرستی هالستد در ۱۸۹۳ میلادی کارشناسی علوم و در ۱۸۹۴ میلادی کارشناسی ارشد خود در رشته علوم به اتمام رساند. دیکسون نخست تخصص خود را در رشته تخصصی هالستد، یعنی هندسه، به‌دست‌آورد.
هم دانشگاه شیکاگو و هم دانشگاه هاروارد از دیکسون به عنوان دانشجوی دکترا استقبال کردند. دیکسون در ابتدا پیشنهاد هاروارد را پذیرفت اما بعداً تصمیم گرفت به دانشگاه شیکاگو برود. در سال ۱۸۹۶ میلادی، زمانی که وی تنها ۲۲ سال سن داشت، نخستین دکترای دانشگاه شیکاگو در ریاضیات پس از ارایه پایان‌نامه‌ای تحت عنوان «نمایش تحلیلی جایگزینی‌های توان‌های اولی از حروف با بحثی از گروه‌های خطی» تحت نظارت و راهنمایی ای.اچ. مور، به وی اعطا گردید.
دیکسون به لایپزیگ و پاریس رفت، تا بترتیب تحت نظر سوفوس لی و کامیل جردن آموزش ببیند. وی پس از بازگشت به ایالات متحده به عنوان استاد در دانشگاه کالیفرنیا خدمت کرد. دیکسون در عمر ۲۵ سالگی زمانی‌که بسیار جوان بود در ۱۸۹۹ میلادی به عنوان همکار استاد در دانشگاه تگزاس گماشته شد. دانشگاه شیکاگو نیز در ۱۹۰۰ میلادی به وی سمتی را پیشنهاد کرد و وی توازن حرفه خود را در آن‌جا به‌دست‌آورد. وی در دانشگاه شیکاگو بر ۵۳ تز دکترا نظارت کرد؛ احتمالاً پر دست‌آوردترین دانشجوی وی «ای.ای. آلبرت» بود. وی در سال‌های ۱۹۱۴، ۱۹۱۸ و ۱۹۲۲ به عنوان استاد مهمان در دانشگاه کالیفرنیا بود. وی در ۱۹۳۹ میلادی به تگزاس بازگشت تا بازنشسته شود.
دیکسون در ۱۹۰۲ میلادی با مک‌لیود دیویس ازدواج کرد؛ آن‌ها دو فرزند به نام‌های «کامپبیل» و «الینور» داشتند.
دیکسون در ۱۹۱۳ میلادی در آکادمی ملی علوم انتخاب گردید، وی همچنین عضو انجمن فلسفی آمریکا، آکادمی علوم و هنر آمریکا، انجمن ریاضی لندن، آکادمی علوم فرانسه و اتحادیه ریاضی‌دان‌ها و فیزیک‌دان‌های قزاقستان بود. دیکسون برای کارهای که وی پیرامون حساب‌های جبر انجام داده بود، نخستین دریافت‌کننده جایزهٔ بود، که در ۱۹۲۴ میلادی توسط انجمن پیشرفت علم آمریکا ساخته شده بود. هاروارد در سال ۱۹۳۶ میلادی و پرینستون در ۱۹۴۱ میلادی به وی دکترای افتخاری اعطاء کردند.
دیکسون ریاست جامعه‌ریاضی آمریکا را از ۱۹۱۷ تا ۱۹۱۸ میلادی بر عهده داشت. وی در بیانه ریاست جمهوری خود در ماه دسامبر ۱۹۱۸ تحت عنوان «ریاضیات در چشم‌انداز جنگ»، از ریاضی‌دان‌های آمریکایی برای کوتاهیشان در مقابل ریاضی‌دان‌های بریتانیا، فرانسه و آلمان انتقاد کرد.
«اجازه ندهید دوباره این اتفاق بیافتد، که هزاران مرد جوان به علت آمادگی ناکافی در ریاضیات به‌طور جدی در کارهای ارتشی و نیروی دریای خود با نقص مواجه شوند».
وی همچنین در ۱۹۲۸ میلادی، به‌خاطر کتاب خود Algebren und ihre Zahlentheorie نخستین برنده جایزه کول در جبر بود، که سالانه توسط انجمن ریاضی ایالات متحده اعطاء می‌گردد.
به نظر می‌رسد که دیکسون مرد سخت‌گیری بود:
«دیکسون که شخصیت سخت و آب‌دیده‌ای داشت و همواره آنچه در ذهن داشت را بی‌پرده بیان می‌کرد؛ وی همیشه در تحسین کار دیگران صرفه‌جو بود. … وی از اشتیاق جدی خود در بازی‌های بریج و بیلیارد لذت می‌برد و گفته می‌شود دوست نداشت در هیچ‌یک از این بازی‌ها ببازد».
«وی درس‌های مختصر، مفید و صیقل نشده ارایه می‌کرد و با دانشجویان خود به درشتی صحبت می‌نمود. … با درنظرداشت این‌که ناتوانی‌های دانشجویان در ریاضی برای دیکسون غیرقابل پذیرش بود، عکس‌العمل‌های وی بسیار تند بود، هرچند به هدف شخصی گفته نمی‌شد. وی نمی‌خواست که دانشجویان از کار خود راضی باشند».
«دیکسون برای دانشجویان دکترای آینده خود یک آزمون مرگ داشت: وی برای دانشجویان یک سؤال مقدماتی که از سؤال پایان‌نامه دکترا کوتاه‌تر بود تفویض می‌کرد و اگر دانشجویان می‌توانستند آن را طی سه ماه حل کنند، دیکسون موافقت می‌کرد تا روی پایان‌نامه با آن‌ها کار کند. در غیر این صورت، شاگردان باید جای دیگری دنبال مشاور می‌گشتند».

## کار
دیکسون بر ریاضیات در آمریکا تأثیر شگرفی داشت، به‌ویژه روی جبر مجرد. آثار ریاضی وی شامل ۱۸ کتاب و بیش از ۲۵۰ مقاله است. «مقالات گردآوری شده لئونارد یوجین دیکسون» به اندازه شش جلد کتاب بزرگ است.

## جبردان
دیکسون در ۱۹۰۱ میلادی نخستین کتاب خود تحت عنوان گروه‌های خطی با شرح مفصل نظریه میدان گالوا، که نسخه بازنگری شده و توسعه یافته تز دکترای وی بود، را منتشر کرد. تئوبنر در شهر لیپزیک آن را چاپ کرد، چون در آن زمان تئوبنر تنها ناشر علمی برجسته آمریکایی بود. دیکسون پیش از این کتاب خود ۴۳ مقاله پژوهشی را طی پنج سال گذشته نشر کرده بود؛ تمامی این مقالات به‌جز هفت مقاله در مورد گروه‌های خطی متناهی بود. پارشال در ۱۹۹۱ میلادی این کتاب دیکسون را به‌گونهٔ ذیل توصیف کرد:
«دیکسون یک نظریه واحد، مکمل و کلی از گروه‌های خطی کلاسیک ارایه کرد–نه صرفاً روی میدان اول GF(p)، کاری که جوردن انجام داده بود–بلکه به‌طور کل در مورد میدان متناهی {\displaystyle GF(p^{n})}، وی همچنین این کار را در پس‌زمینه یک نظریه خوب-توسعه داده شد از این میدان‌های زیرین انجام داد. … کتاب وی نخستین کار سیستماتیک در مورد میدان‌های متناهی در متون ریاضی است».
ضمیمه‌ای در کتاب وی فهرستی از گروه‌های غیرآبلی که در آن زمان گفته می‌شد مرتبه‌ای کم‌تر از ۱ میلیارد دارد را ارائه کرده‌است. وی ۵۳ از ۵۶ گروه که مرتبهٔ کوچکتر از ۱ میلیون داشتند را فهرست کرد. سه گروه باقی‌مانده در سال‌های ۱۹۶۰، ۱۹۶۵ و ۱۹۶۷ میلادی کشف شدند.
دیکسون روی میدان‌های متنهای کار کرد و نظریه جبر شرکت‌پذیر که توسط جوزف ودربورن و کارتان شروع شده بود را گسترش داد.
او مطالعه متغیرهای مدولار یک گروه را آغاز کرد.
ودربورن در ۱۹۰۵ میلادی زمانی که بورسیه تحصیلی کارنگی در دانشگاه شیکاگو بود، مقاله‌ای به نشر رسانده و ادعا نمود که سه اثبات برای این نظریه که تمامی جبرهای تقسیمی متناهی دارای خاصیت جابه‌جایی هستند، ارایه نموده‌است. اکنون این نظریه به‌نام نظریه ودربورن شناخته می‌شود. در تمامی این اثبات‌ها به‌طور زیرکانه از تأثیرات متقابل میان گروه جمعی یک جبر تقسیمی متناهی A و گروه ضربی {\displaystyle A^{*}=A-{0}} استفاده شده‌است. کارن پارشال اظهار داشت که اثبات اولی از این سه اثبات یک شکاف داشت که در آن زمان هیچ‌کس متوجه آن نشد. دیکسون نیز آن را اثبات کرد، اما چون باور برین بود که اثبات اولی ودربورن صحیح است، دیکسون نیز برتری اثبات ودربورن را تصدیق نمود. اما دیکسون همچنین اظهار داشت که ودربوردن تنها پس از این‌که اثبات دیکسون را دید، توانست اثبات دومی و سومی خود را بسازد. وی نتیجه‌گیری نمود که امتیاز اثبات اولی باید به دیکسون داده شود.
جست‌جوی دیکسون برای پیدا کردن مثال نقض ودربورن باعث شد وی به تحقیق روی جبر غیر شرکت‌پذیر بپردازد، وی توانست طی یک سلسله مقالات تمامی جبرهای تقسیمی سه و چهار بعدی (غیر شرکت‌پذیر) ممکن روی یک میدان را پیدا کند.